# Hans-Günther Kaufmann (Fotograf)
Hans-Günther Kaufmann (* 1943 in Tours, Frankreich) ist ein deutscher Fotograf.
Kaufmann wuchs in Frankreich und Deutschland auf. Seine Lehrjahre verbrachte er in Rom, New York und Los Angeles, und eröffnete mit 18 Jahren sein erstes Fotostudio in München. Erfolge hatte er als Werbe- und Modefotograf, unter anderem für Zeitschriften wie Madame, twen und Playboy. Für seine Arbeiten über den Jakobsweg wurde er vom spanischen König Juan Carlos mit dem Verdienstorden ausgezeichnet. Er lebt heute in Oberbayern und Nordspanien.
Er ist der ältere Bruder der Schauspielerin Christine Kaufmann.

## Filme
- Klosterleben - ora et labora, Komplett-Media (Februar 2015), ISBN 978-3-8312-8160-2, Ein Film von Hans-Günther Kaufmann.